# Stejaru (Teleorman)
Stejaru es una comuna ubicada en el distrito de Teleorman, Rumania.

## Superficie
Posee una superficie de 60,58 kilómetros cuadrados.

## Demografía
Hasta 2021 la población era de 1624 habitantes, con una densidad de población de 26,81 habitantes por kilómetro cuadrado.